# واهان آرامونی
واهان آرامونی (ارمنی: Վահան Արամունի؛ انگلیسی: Vahan Aramuni زادهٔ ۱۲ دسامبر ۱۹۱۴ دسامبر - درگذشته ۲۰ ژانویهٔ ۱۹۶۶)، روزنامه‌نگار، رمان‌نویس، مترجم اهل ارمنستان بود.

## زندگی‌نامه
وی در ۱۲ دسامبر ۱۹۱۴ در قارص به دنیا آمد در سال ۱۹۳۴ در رشته زبان و ادبیات ارمنی از دانشگاه دولتی ایروان فارغ‌التحصیل شد و به عنوان یک روزنامه‌نگار مشغول به فعالیت شد. وی عضو اتحادیه نویسندگان اتحاد شوروی بود. وی در ۲۰ ژانویهٔ ۱۹۶۶ در سن ۵۱ سالگی در ایروان درگذشت.